# Rickie Winslow
Rickie O'Neal Winslow (Houston, Estados Unidos, 26 de julio de 1964) es un exjugador de baloncesto americano de la década de los 90. Media 2.01 m y se caracterizaba por su plasticidad y su buen manejo del balón, siendo su especialidad los mates. Destacó como alero en la Universidad de Houston y luego estuvo 12 años jugando en clubes de Europa, destacando su mayor continuidad de cinco temporadas en el Estudiantes de Madrid.
Es padre del también jugador de baloncesto de la NBA Justise Winslow (1996).

## Biografía
Tras destacar en su colegio en Houston (Yates), hizo los cuatro años de baloncesto universitario brillantemente en la Universidad de Houston, también. Fue segunda ronda del draft de la NBA de 1988, con el número 28. En la NBA, no consiguió quedarse con los Chicago Bulls pero jugó algunos partidos con Milwaukee Bucks en 1987. Llega a España al Cajacanarias pero, en seguida, se enrola en Estudiantes. Permanece en Estudiantes cinco temporadas, donde el juego de contraataque y rápido tiene paralelismos con el que jugaba en la Universidad de Houston. Es durante estas temporadas cuando Estudiantes reúne un buen conjunto de jugadores y cuando consigue llegar a las semifinales de la Euroliga y conseguir la Copa del Rey, en 1992. Ricky Winslow después juega en Francia, otra vez en España con el Amway Zaragoza y, posteriormente, juega en Turquía cuatro temporadas. Allí obtiene adicionalmente la nacionalidad turca y toma el nombre de Resat Firincioglu.
Actualmente es el entrenador jefe del equipo junior de la  St. John's School, cerca de la Universidad de Houston en Texas (USA).

## Trofeos
- Campeón de la Copa del Rey de España 1991-92, con Estudiantes.
- Semifinalista de la Liga Europea 1991-92, con Estudiantes.
- Concurso de mates ACB (1990)